# Butlerius micans
Butlerius micans är en rundmaskart som beskrevs av Pillai och Taylor 1968. Butlerius micans ingår i släktet Butlerius och familjen Diplogasteridae. Inga underarter finns listade i Catalogue of Life.